# Завия

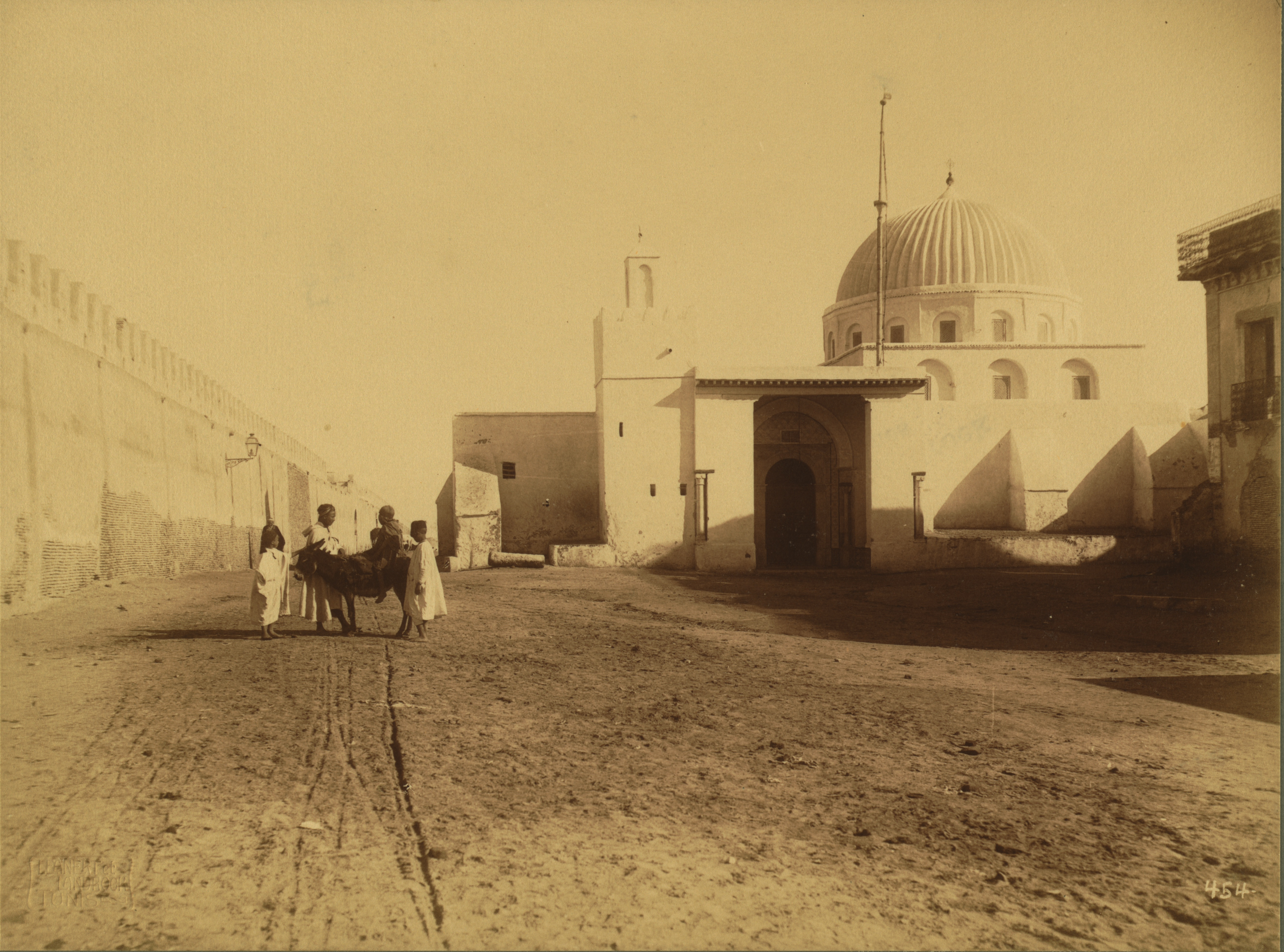
Завия возле Кайруана (Тунис), начало XX в.

За́вия (араб. زَاوِيَةٌ‎ [за̄вийа] — «молитвенный дом», букв. «угол») — келья, суфийская обитель, уединенное место, в котором суфийские затворники проводят свои дни в молитвах.

## История

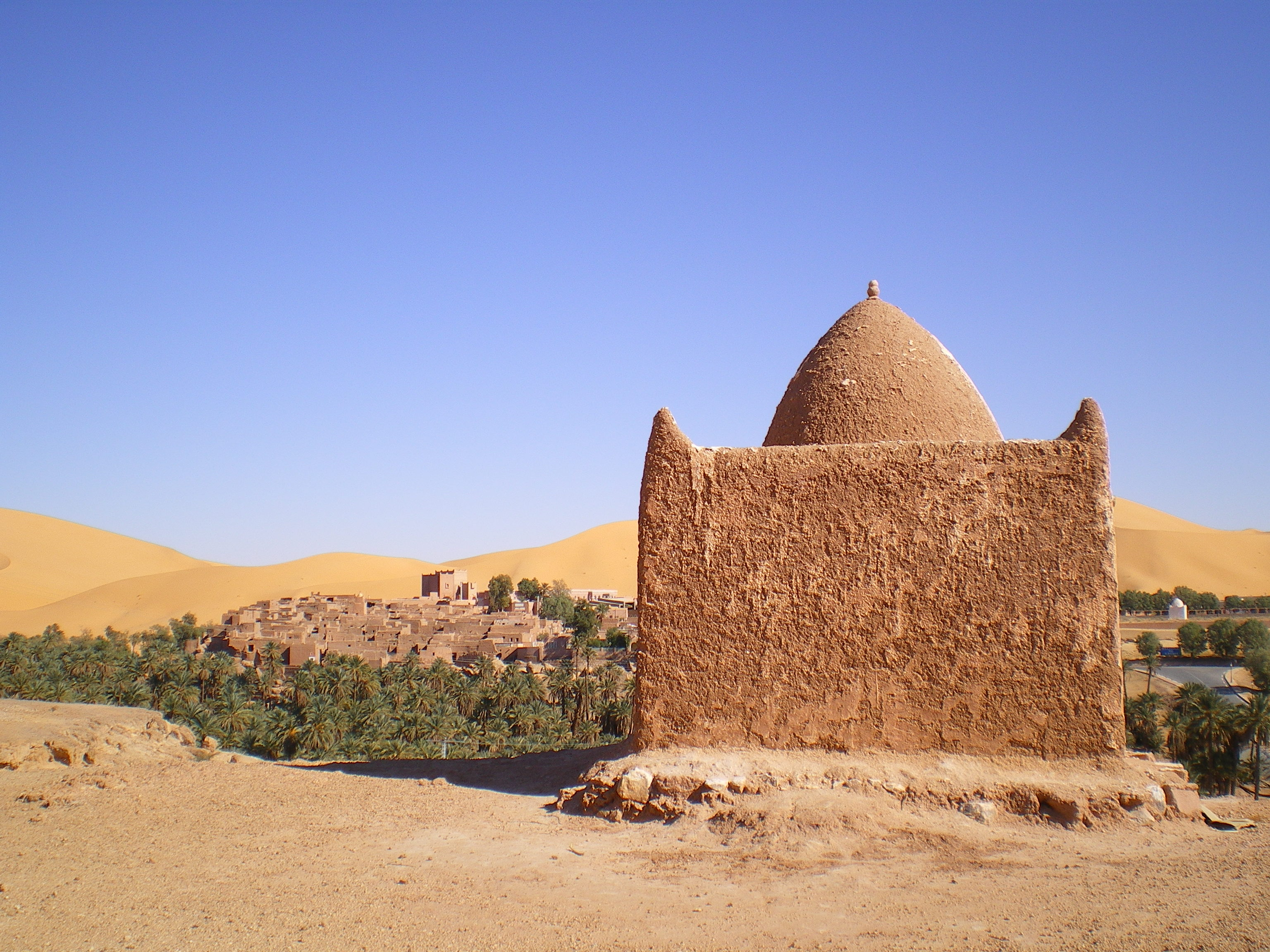
Завия в Тагирте (Алжир)

Первоначально завией называлось помещение в мечети или при ней, где велось обучение мусульман чтению Корана, арабскому языку и т. п. С XII в., после возникновения суфийских братств (тарикатов) завией стали называть жилище духовного наставника (шейха, муршида), в котором обучались его ученики (мюриды). В позднем Средневековье в Северной Африке завии «становятся основной ячейкой организационной структуры» любого тариката. Они представляет собой «комплексное сооружение, включающее небольшую мечеть, помещения для жилья шейха и мюридов, а также приют для странников (дервишей)».
«В отличие от ханаки, которая представляет собой обитель для сотен суфиев», в завии обычно живут шейх и его мюриды.